# 太田茂
太田 茂（おおた しげる、1881年（明治14年）8月5日-1940年（昭和15年）2月26日）日本のスポーツジャーナリスト。筆名は太田四州、太田志蹴。

## 略歴・人物
1881年（明治14年）8月5日に香川県に生まれる。高松中学校を卒業し、1902年（明治35年）に和仏法律学校(現在の法政大学)法律科を卒業する。
『二六新報』、『読売新聞』、『国民新聞』などに大学野球の記事を書き、1921年（大正10年）から雑誌『運動界』を主宰する。スポーツジャーナリストの草分け的人物であり、神宮球場の建設など、学生野球の発展に尽力した。1940年（昭和15年）2月26日に死去、享年60。
1972年（昭和47年）、野球の啓蒙に尽瘁し、生涯を野球批評のために貫き、文筆をもって学生スポーツの健全な発展に献身した功績により野球殿堂（特別表彰）入りする。